# Kursächsischer Viertelmeilenstein Chemnitz

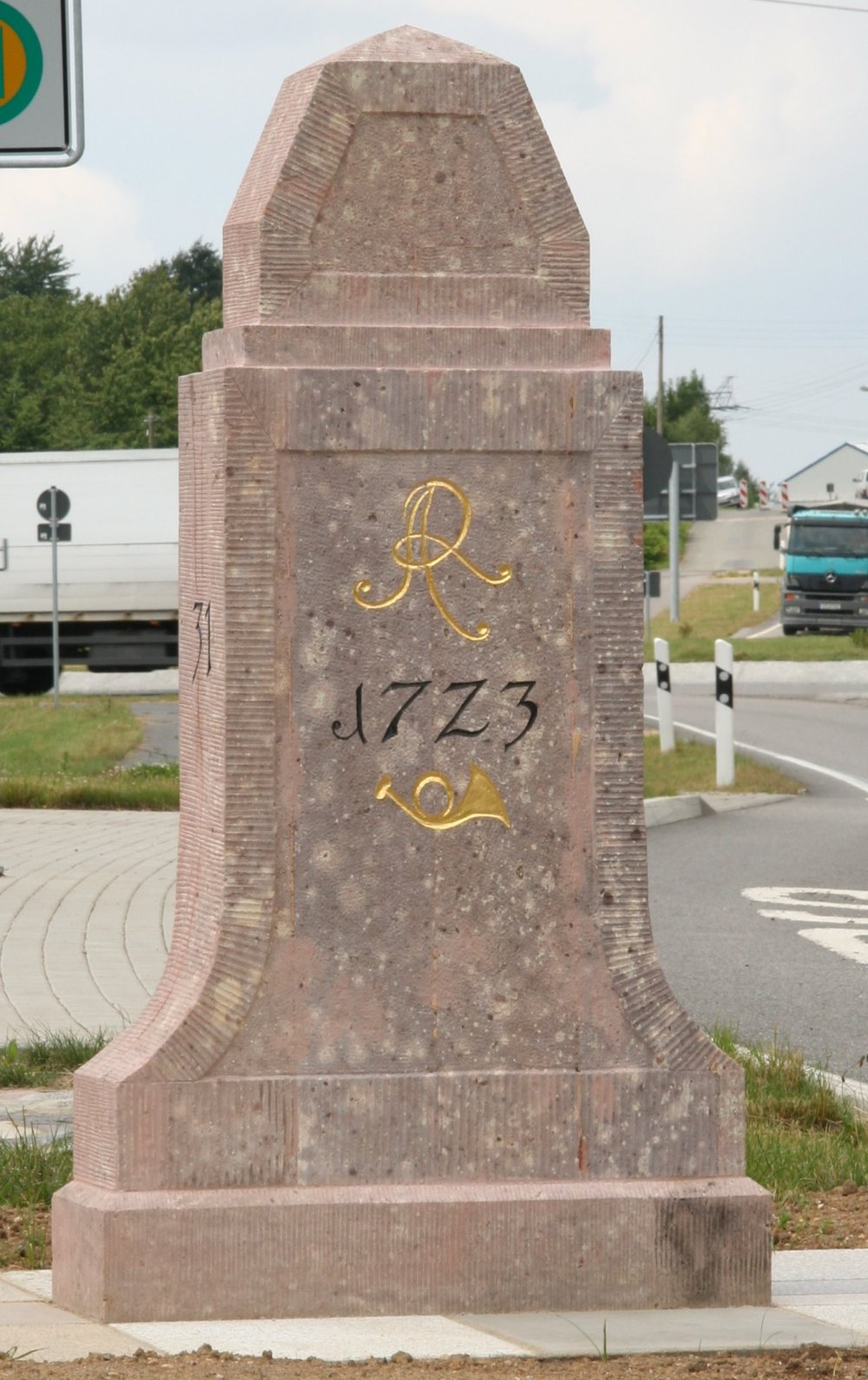
Viertelmeilenstein in Chemnitz-Röhrsdorf

Der denkmalgeschützte kursächsische Viertelmeilenstein Chemnitz gehört zu den Postmeilensäulen, die im Auftrag des Kurfürsten Friedrich August I. von Sachsen durch den Land- und Grenzkommissar Adam Friedrich Zürner in der 1. Hälfte des 18. Jahrhunderts im Kurfürstentum Sachsen errichtet worden sind. Er befindet sich an der Südseite der Leipziger Straße neben der Haltestelle Wasserschänkenstraße, der alten Poststraße von Leipzig nach Prag in der sächsischen Stadt Chemnitz.

## Geschichte
Der Stein trägt die Jahreszahl 1723. Beim Original des Steines war keine Reihennummer mehr erkennbar. Bereits 1977 als Kopie aufgestellt, allerdings 1983 zerstört und anschließend erneut aufgestellt. Bei der jetzigen Kopie wurde die Zahl 31 eingeschlagen, es könnte sich aber ursprünglich auch um den Stein Nr. 33 gehandelt haben.